# Scotiabank Saddledome
Scotiabank Saddledome je víceúčelová hala v kanadském městě Calgary. Byla postavena v letech 1981–1983 podle projektu firmy Graham McCourt Architects. Název Saddledome je odvozen od střechy ve tvaru hyperbolického paraboloidu a připomíná jezdecké sedlo. Náklady na stavbu dosáhly 97,7 milionů kanadských dolarů.
Hala má kapacitu 19 289 sedících diváků. Využívají ji hokejové kluby Calgary Flames a Calgary Hitmen a lakrosový klub Calgary Roughnecks.
Byla otevřena 15. října 1983 a nahradila dosavadní sídlo Flames Stampede Corral. Stala se prvním stadionem pro National Hockey League s mezinárodními rozměry kluziště 61×30 m. Při Zimních olympijských hrách 1988 se v aréně konaly soutěže v krasobruslení a ledním hokeji. Saddledome hostil i vstupní draft NHL 2000 a v roce 2005 oslavu stého výročí založení provincie Alberta, které se zúčastnila královna Alžběta II. Hala byla využita také při mistrovství světa v krasobruslení 2006 a při mistrovství světa juniorů v ledním hokeji 2012. Koncertovali zde The Moody Blues, Rod Stewart, Rihanna a další umělci, v roce 2009 v aréně vystoupil dalajláma Tändzin Gjamccho.
Původní název zněl Olympic Saddledome, v roce 1995 byl ze sponzorských důvodů změněn na Canadian Airlines Saddledome a v roce 2000 na Pengrowth Saddledome. Od roku 2010 se hala jmenuje podle kanadské banky Scotiabank.
V letech 1994–1995 objekt prošel rozsáhlou rekonstrukcí, k dalším opravám došlo po ničivých záplavách v roce 2013. Plánuje se nahrazení Saddledome novým zimním stadionem Calgary Event Centre, který by měl být otevřen v roce 2024.